# Piove di Sacco
Piove di Sacco (velenceiül Piove de Saco) település Olaszországban, Veneto régióban, Padova megyében. Lakosainak száma 20 004 fő (2023. január 1.). Piove di Sacco Brugine, Campolongo Maggiore, Pontelongo, Arzergrande, Campagna Lupia, Codevigo és Sant’Angelo di Piove di Sacco községekkel határos.

## Népesség
A település lakossága az elmúlt években az alábbi módon változott:
| Lakosok száma | 19 850 | 19 902 | 20 004 |
|               | 2017   | 2018   | 2023   |